# Ad maiorem Dei gloriam

Wappen von Jure Bogdan, Militärbischof von Kroatien

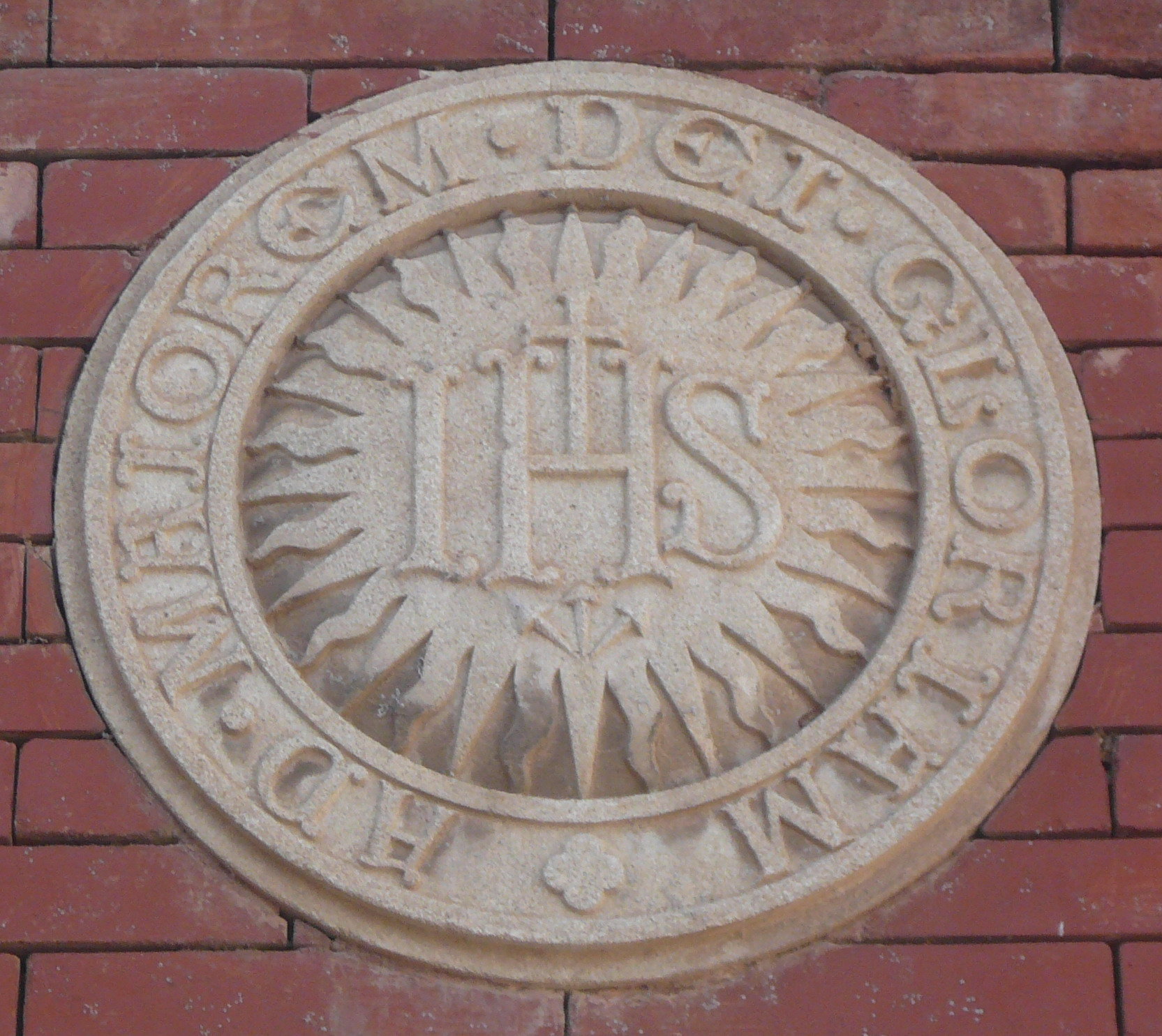
Ad maiorem Dei gloriam

Ad maiorem Dei gloriam ist eine lateinische Phrase (Abkürzung A.M.D.G.), deutsch „zur größeren Ehre Gottes“.
Diese Phrase geht auf eine Textstelle in den Dialogen Gregors des Großen zurück. Sie ist der Wahlspruch des Jesuitenordens.  Auch als Inschrift an älteren Bauwerken, vor allem Kirchen und als Vorspruch in älteren literarischen und musikalischen Werken kann man sie finden.
Der vollständige Satz, der dem Heiligen Ignatius zugeschrieben wird, lautet „Ad maiorem Dei gloriam inque hominum salutem“ oder „zur größeren Ehre Gottes und zum Heil der Menschheit“. Er fasst die Idee zusammen, dass jede Tat, die nicht böse ist, selbst eine, die normalerweise als belanglos für das spirituelle Leben angesehen wird, spirituell verdienstvoll sein kann, wenn sie verrichtet wird, um Gott zu ehren. Es heißt nicht zur „großen“ oder zur „größten“ Ehre Gottes, weil damit begrifflich etwas Begrenztes angesprochen wird. Zur „größeren Ehre“ verweist hingegen darauf, dass Gott nicht limitiert ist und dass die Ehre, die man Gott erweist, immer noch gesteigert werden kann.
Bis heute wird die Phrase als Motto in vielen italienischen Familien verwendet. Umgangssprachlich wird sie zuweilen im Sinne der Rechtfertigung eines nicht völlig regeltreuen Verhaltens zum Zweck des Erreichens übergeordneter Ziele benutzt. Der Wahlspruch ist als Lied vielfach aufgeführt worden.